# Guiyang International Financial Center
Le Guiyang Financial Center est un ensemble de deux gratte-ciel achevée à Guiyang en Chine. Il s'élèvent à 401 et 275 mètres. Leur achèvement a eu lieu en 2020. 